# قزل‌آلای بردزلی
قزل‌آلای بردزلی (نام علمی: Oncorhynchus mykiss irideus f. beardsleei) نام یک form از گونه قزل‌آلای رنگین‌کمان است.